# Bambino/Aime-Moi
 Bambino/Aime-Moi  è un singolo di Dalida pubblicato in 7" nel 1956.

## Descrizione
Bambino, il brano sul lato A, è la versione in francese di Guaglione, famosissima canzone napoletana. 
La canzone ebbe un incredibile successo, e il disco arrivò primo in Francia per 39 settimane nel 1957, tant'è che Dalida fu soprannominata mademoiselle Bambino. 
La canzone sul lato B, Aime-Moi, verrà incisa nel 2017 in spagnolo da Luz Casal con il testo di Manuel Salina e il titolo Amame.
Entrambi i brani furono arrangiati da Raymond Lefèvre, che diresse l'orchestra, e vennero inseriti nel 1956 nel terzo Extended Play intitolato Dalida Chante 3 e nel 1957 nell'album Son nom est Dalida.

## Tracce
LATO A
1. Bambino (testo: Jacques Larue – musica: Giuseppe Fanciulli)

LATO B
1. Aime-Moi (testo: Maurice Vidalin – musica: Jacques Datin)

## Edizioni
- Stati Uniti: 1957, Verve Records, V-10074, 45 giri, 78 giri
- Brasile: 1957, Copacabana, 20040, 78 giri
- Messico: 1958, Orfeon, 45-410, 45 giri

## Classifiche
| Classifica (1956) | Posizione massima |
| ----------------- | ----------------- |
| Belgio (Fiandre)  | 5                 |
| Belgio (Vallonia) | 1                 |
| Francia           | 1                 |
| Québec            | 1                 |